# Corps-sans-organes
Pour les articles homonymes, voir CSO.
 (octobre 2020).
- Si vous ne connaissez pas le sujet, laissez ce bandeau (vous pouvez alors contacter les auteurs).
- Si vous supprimez le contenu mis en cause (vous pouvez préalablement contacter les auteurs),

argumentez précisément cette suppression dans la page de discussion
(un manque de référence n'est pas un argument ; une recherche réelle de référence doit avoir été effectuée, être formellement documentée).

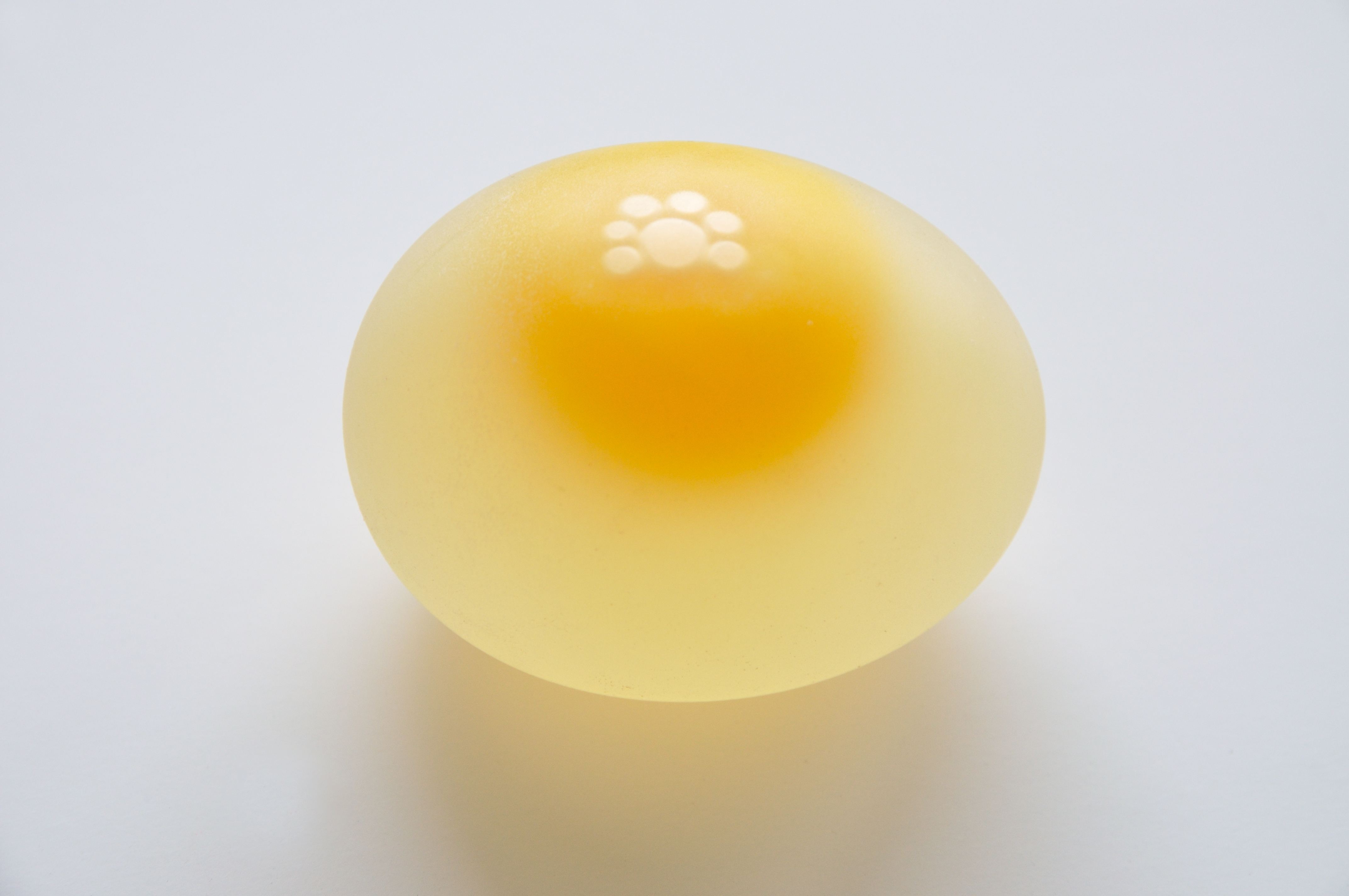
«Le CsO, c’est l’œuf. [...] L’œuf désigne toujours cette réalité intensive, non pas indifférenciée, mais où les choses, les organes, se distinguent uniquement par des gradients, des migrations, des zones de voisinage.» Mille Plateaux, VI.

Le corps-sans-organes (abrégé en CsO par les auteurs) est un concept développé par les philosophes français Gilles Deleuze et Félix Guattari dans leurs œuvres communes : L'Anti-Œdipe et Mille Plateaux. Gilles Deleuze en avait déjà dit quelques mots dans Proust et les signes (1964) et Logique du sens (1969). Cependant, l'expression de « corps sans organes » a tout d'abord été formulée par le poète français Antonin Artaud, notamment dans Pour en finir avec le jugement de dieu.
Le poète, qui se dit « insurgé du corps », oppose ce qu'il appelle parfois le corps « atomique » au corps anatomique, le corps-tombeau qui enferme les hommes ; il s'agit donc pour lui de « faire danser l'anatomie humaine », le corps sans organes étant un corps-acte qui participe ainsi d'une recréation de l'homme, ce qu'il nomme « l'Homme incréé ».

## Clarification du concept CsO
Pour comprendre le CsO il est important de saisir la définition deleuzienne du désir. Dans L'Anti-Œdipe (1972), Deleuze et Guattari remettent en cause explicitement la conception psychanalytique du désir. Ce qui constitue le thème central de l'Anti-Œdipe, c'est que, pour Deleuze (oui) et Guattari, le désir n'est pas une scène de théâtre (où se joue Amours, coquillages et crustacés par exemple), mais une usine qui produit sans cesse, qui crée des agencements, qui est cause de déterritorialisation et de reterritorialisation, des agencements machiniques de choses, des machines désirantes. Le désir compris comme usine nous permet dès lors de concevoir les machines désirantes. Car dans la nature et dans tout corps il n'y a que des agencements machiniques, une multiplicité de machines, machine désirante, mais aussi machine-organe, machine-énergie, et des couples, accouplements de machines. Deleuze unit l'homme et la nature au travers d'un processus couplant les machines : « L'homme et la nature produisent l'un dans l'autre »— paradigme de la coextensivité du corps et de la nature, corps intensif, corps immanent traversé de seuils, de niveaux, de vecteurs, de gradients d'intensité.
Le CsO est une production du désir, il s'oppose à l'organisme que nous font les machines désirantes. Le corps souffre de ne pas avoir d'autre organisation, ou pas d'organisation du tout... Le CsO est un corps sans image (« avant » la représentation organique), une anti-production, mais il est inévitable parce qu'il nous pénètre sans cesse, et sans cesse nous le pénétrons. Le CsO est un programme, une expérimentation et non un fantasme. Produit comme un tout à côté de parties auxquelles il s'ajoute, le CsO s'oppose à l'organisme. Car c'est par le corps, et par les organes, que le désir passe et non par l'organisme.
Dans Francis Bacon : logique de la sensation (1981), Deleuze explique que « le corps sans organes se définit donc par un organe indéterminé, tandis que l’organisme se définit par des organes déterminés. » « Au lieu d’une bouche et d’un anus qui risquent tous deux de se détraquer, pourquoi n’aurait-on pas un seul orifice polyvalent pour l’alimentation et la défécation ? On pourrait murer la bouche et le nez combler l’estomac et creuser un trou d’aération directement dans les poumons — ce qui aurait dû être fait dès l’origine. »
Il y a de multiples possibilités du CsO selon les désirs, les êtres... Citons comme exemple le corps hypocondriaque, dont les organes se détruisent, ou le corps schizophrène, qui mène la lutte contre ses propres organes. Si Deleuze aime à prendre l'exemple du schizophrène, en citant notamment l'œuvre d'Antonin Artaud, il signale que le CsO peut aussi être « gaieté, extase, danse... » mais l'expérimentation n'est pas anodine, elle peut entraîner la mort. Il faut, par conséquent, être prudent même si l'expérimentation du CsO est une question de vie ou de mort. Car pour Deleuze il ne faut pas, comme le prétend la psychanalyse, retrouver notre « moi » mais aller au-delà. Deleuze dit, dans son Abécédaire, qu'« on ne délire pas sur papa-maman, on délire le monde ». Aussi précise-t-il dans Mille plateaux : « Remplacer l'anamnèse par l'oubli, l'interprétation par l'expérimentation. » Deleuze s'oppose à l'idée du désir perçu comme manque ou fantasme.
Pour Deleuze, le grand livre sur le CsO est l'Éthique de Baruch Spinoza : les attributs, les substances, les intensités ignorent l'opposition de l'un et du multiple puisqu'il y a  multiplicité de fusions, d'abouchemenents, de glissements : « Le corps n'est plus qu'un ensemble de clapets, sas, écluses, bols ou vases communicants »
Le CsO est comme un œuf sur lequel, et dans lequel, des intensités circulent, intensités qu'il produit et distribue dans un espace intensif, inétendu.